# Hans Huber-Sulzemoos
Hans Huber-Sulzemoos (* 21. März 1873 in Sulzemoos; † 7. März 1951 in München) war ein deutscher Kinderbilder-, Blumen-, Madonnen- und Landschaftsmaler. Er pflegte hauptsächlich die christliche Kunst.

## Leben und künstlerisches Wirken

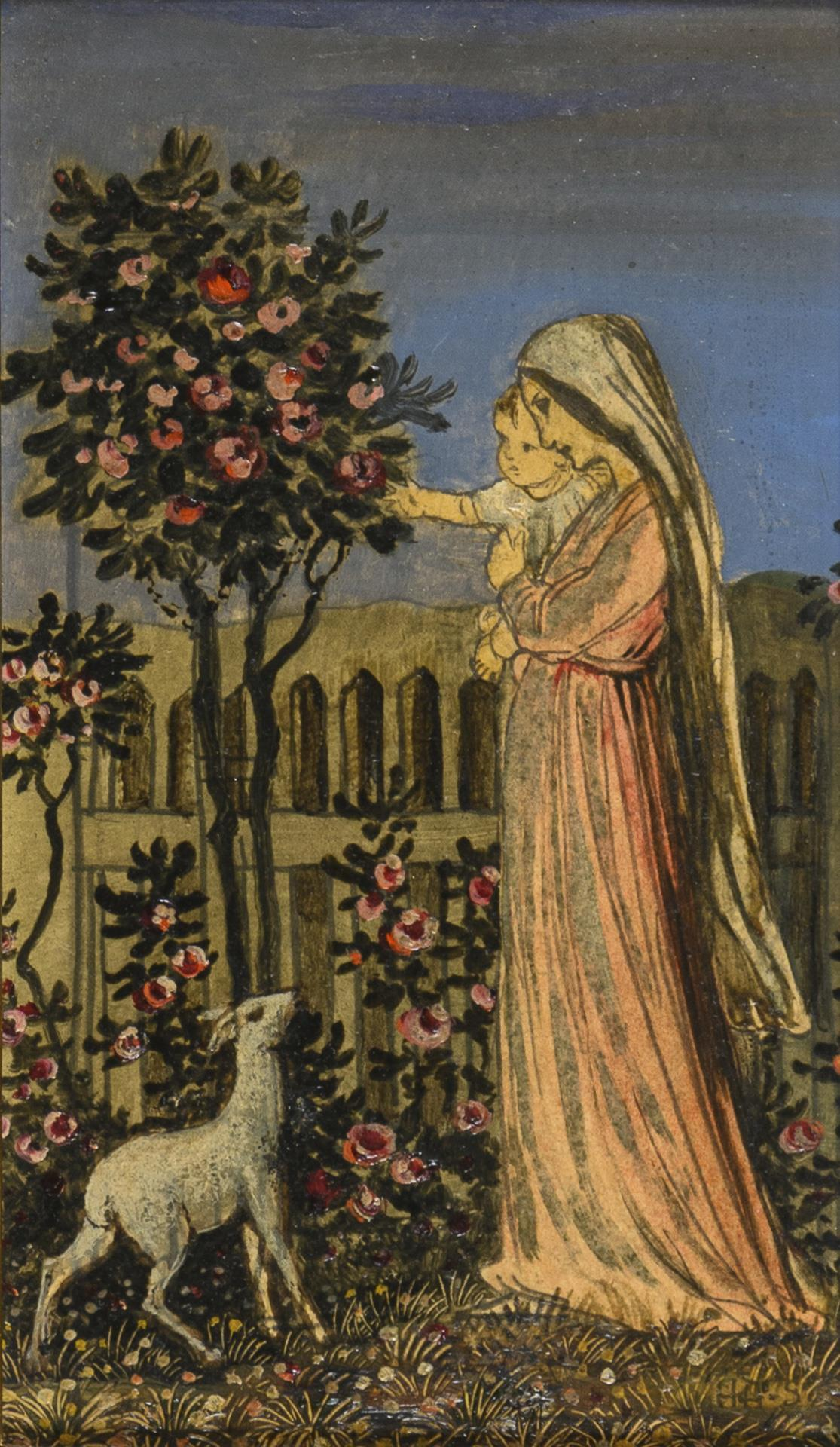
Mutter mit Kind und Lamm im Garten; Öl auf Holz

Er war der Sohn des Sulzemooser Land- und Gastwirts Martin Huber und dessen Ehefrau Theresia, geb. Parl. Als er drei Jahre alt war, starb sein Vater unerwartet an einem Herzschlag. Daraufhin musste die Mutter den Besitz veräußern und zog mit ihren drei Kindern nach Fürstenfeldbruck. Bald zeigte sich Hans große Liebe zur Natur. Der Junge interessierte sich für Käfer, Blumen und Schmetterlinge, die er auch zeichnete. 1876, nach Übersiedlung in die Residenzstadt München, übernahm er eine Lehrstelle in der Glasmalerei der Mayer'schen Hofkunstanstalt. Ab 1888 studierte er an der Münchner Akademie und in der privaten Malschule von Anton Ažbe. Nach dem Studium war der Künstler mehrere Jahre als Glasmaler in Innsbruck und Speyer tätig. In letztgenannter Stadt lernte er seine Frau Elisabeth kennen. 1897 hatten die beiden den Bund der Ehe geschlossen. Aus der Verbindung gingen fünf Söhne hervor.
Seit Ende der zwanziger Jahre war Huber-Sulzemoos Ehrenmitglied des KStV Rhenania Innsbruck im KV, 1928 nahm er an der Publikationsfeier der Tochterverbindung KStV Südtirol im KV teil.
Der Künstler unternahm mit seinem Freund Matthäus Schiestl ausgedehnte Studienreisen durch Deutschland, Italien und England, dabei interessierten sich die beiden Künstler insbesondere für alte Kapellen und Bildwerke alter Meister. Hans Huber-Sulzemoos, der in dankbarer Erinnerung an seine Kindheit den Namen seines Geburtsortes seinem Namen hinzufügte, hatte u. a. mehrere Altarbilder geschaffen wie z. B. die Hl. Familie in der katholischen Pfarrkirche zu Köln-Zollstock oder das Herz-Jesu-Altarbild in der katholischen Pfarrkirche zu Köln-Sülz. Neben seinen unzähligen Bildern der christlichen Kunst hatte Hans Huber-Sulzemoos immer wieder das Dachauer Moos gemalt. Der Künstler stellte 1908 das erste Mal zwei Bilder („Primula Auricula“ und „am Waldesrand“) im Münchner Glaspalast aus, diese wurden nach wenigen Tagen beide verkauft. Dort wurden bei einem Brand 6. Juni 1931 viele seiner bedeutendsten Werke zerstört. Anfang der 1920er Jahre hatte er die von Bischof Michael Buchberger in den katholischen Bekenntnisschulen Bayern eingeführte Bibel illustriert. Das Werk hatte eine Gesamtauflage von über einer Million Ausgaben.
Hans Huber-Sulzemoos Grabstätte befindet sich auf dem Waldfriedhof Obermenzing. Das den Grabstein zierende Madonnenbild schuf der Künstler anlässlich des Todes seiner Frau im Jahre 1929. Sein Grab, das keine Inschrift mehr trägt, wird heute von der Landeshauptstadt München gepflegt.

## Werke (Auswahl)
- Das Rappanwesen im Dachauer Moos
- Mutterfreude
- Mutter mit Kind1919
- Mädchen mit Schlüsselblumen in der Wiese
- Hl. Fam. Altarbild Köln-Zollstock 1916
- Segelfalter 1908
- Schillerfalter 1909
- Königskerzen 1910
- Anemonen (viol) 1910
- Primula obconica 1910
- Capelle 1910
- Im Buchenwald 1911
- Kinderkopf 1912
- Knabenbildnis 1912
- Herbstzeitlose 1912
- Flucht nach Ägypten 1918
- Frühling
- Kind auf der Wiese
- Unterm Apfelbaum  1924 an Dr. Beeking
- R & d. Kinder 1924 an Dr. Beeking